# Episodi di Bordertown
La prima stagione della serie animata Bordertown è andata in onda negli Stati Uniti dal 3 gennaio al 22 maggio 2016 sul canale Fox. In Italia è stata trasmessa su Fox Animation dal 4 maggio al 15 giugno 2016.
| n. | Codice di produzione | Titolo originale     | Titolo                    | Prima TV USA     | Prima TV Italia |
| -- | -------------------- | -------------------- | ------------------------- | ---------------- | --------------- |
| 1  | 1AXH01               | The Engagement       | Benvenuti a Mexifornia    | 3 gennaio 2016   | 4 maggio 2016   |
| 2  | 1AXH06               | Borderwall           | Il muro Anti immigrazione | 10 gennaio 2016  | 4 maggio 2016   |
| 3  | 1AXH08               | MegaChurch           | La megachiesa             | 17 gennaio 2016  | 11 maggio 2016  |
| 4  | 1AXH03               | High School Football | Bud allenatore            | 14 febbraio 2016 | 11 maggio 2016  |
| 5  | 1AXH05               | Groundhog Day        | Il giorno della marmotta  | 21 febbraio 2016 | 18 maggio 2016  |
| 6  | 1AXH11               | J.C. Strikes         | Lo sciopero di J.C.       | 13 marzo 2016    | 18 maggio 2016  |
| 7  | 1AXH02               | Drug Lord            | Il signore della droga    | 3 aprile 2016    | 25 maggio 2016  |
| 8  | 1AXH13               | Santa Ana Winds      | I venti di Santa Ana      | 10 aprile 2016   | 25 maggio 2016  |
| 9  | 1AXH12               | Heart Attack         | Little Miss Mexifornia    | 17 aprile 2016   | 1º giugno 2016  |
| 10 | 1AXH07               | Wildfire             | L'incendio                | 24 aprile 2016   | 1º giugno 2016  |
| 11 | 1AXH10               | La Fiesta Noche Show | Celebrità                 | 8 maggio 2016    | 8 giugno 2016   |
| 12 | 1AXH09               | American Doll        | Ascendente latino         | 15 maggio 2016   | 8 giugno 2016   |
| 13 | 1AXH04               | VivaCoyote           | Viva Coyote               | 22 maggio 2016   | 15 giugno 2016  |

## Benvenuti a Mexifornia
- Diretto da: Jacob Hair
- Scritto da: Mark Hentemann & Lalo Alcaraz

### Trama
L'agente di confine Bud Buckwald è furioso quando scopre che sua figlia Becky si è fidanzata con J.C., laureato nipote attivista del suo vicino Ernesto Gonzalez, che ha frequentato il college per quattro anni. Ma torna presto felice quando passa una legge anti-immigrazione che porta alla deportazione di J.C.. Rendendosi conto che per lui la cosa più importante è la felicità di Becky, Bud chiede aiuto a Ernesto per portare J.C. a casa.

## Il muro Anti immigrazione
- Diretto da: Albert Calleros
- Scritto da: Mark Hentemann & Lalo Alcaraz

### Trama
Bud utilizza i soldi della droga confiscata per costruire un muro di confine. Ma quando rimane al verde e perde il lavoro, inizia il contrabbando di immigrati sotto il muro.

## La megachiesa
- Diretto da: Gavin Dell
- Scritto da: Valentina L. Garza

### Trama
Reverendo Fantastico, il corrotto predicatore della megachiesa di Bud, vuole reclutare Ernesto nella speranza di raccogliere più denaro possibile da parte della popolazione messicana. Mentre Ernesto è inizialmente incantato dalla bellezza della megachiesa, Maria non lo è. Nel frattempo, Becky cerca di scoprire perché J.C. non ama la chiesa, ed è convinta che egli sia stato molestato mentre Maria le dice che J.C. è andato in un campeggio religioso ed è tornato il giorno dopo, dichiarando che Dio non esiste.

## Bud allenatore
- Diretto da: Jack Perkins
- Scritto da: Dan Vebber

### Trama
Quando Bud viene assunto come nuovo allenatore di football del liceo è così disperato per vincere che non si rende conto che l'immigrato reclutato illegalmente è lo Spallone numero 1 di Pablo Barracuda.

## Il giorno della marmotta
- Diretto da: Oreste Canestrelli
- Scritto da: Kenny Byerly

### Trama
Mentre Bud e Janice si preparano per un appuntamento "privato", scoprono che la maggioranza bianca passa da quella latina...Intanto, la sorella di Maria dà alla luce un bambino che sancisce la maggioranza latina a Mexifornia.

## Lo sciopero di J.C
- Diretto da: Gavin Dell
- Scritto da: Michael Kennedy & Nathaniel Stein

### Trama
Frustrato perché J.C. non ha ancora ottenuto un posto di lavoro, Ernesto lo assume come parte del suo team di giardinieri. Quando il lavoro risulta troppo difficile, J.C. unisce i lavoratori di Ernesto e inizia uno sciopero. Nel frattempo, uno struzzo segue Bud e diventa il suo spirito animale, che a Gert non piace.

## Il signore della droga
- Diretto da: Albert Calleros
- Scritto da: Mark Hentemann

### Trama
Bud compete per essere più famoso di Ernesto, e finisce per diventare l'uomo di fiducia del boss della droga Pablo Barracuda all'interno della stazione di confine.

## I venti di Santa Ana
- Diretto da: Jacob Hair
- Scritto da: Jason Reich

### Trama
I venti di Santa Ana portano una serie di strani eventi in Mexifornia: Sanford e il figlio di Ernesto, Ruiz, partono in viaggio per il Messico per trovare una nuova bevanda energetica esplosiva e Sanford diventa uno sceneggiatore straordinario, Ernesto combatte una foglia "diabolica" che rifiuta di lasciare il terreno, e Bud incontra una versione messicana di se stesso che gli ruba l'identità.